# Universal CityWalk

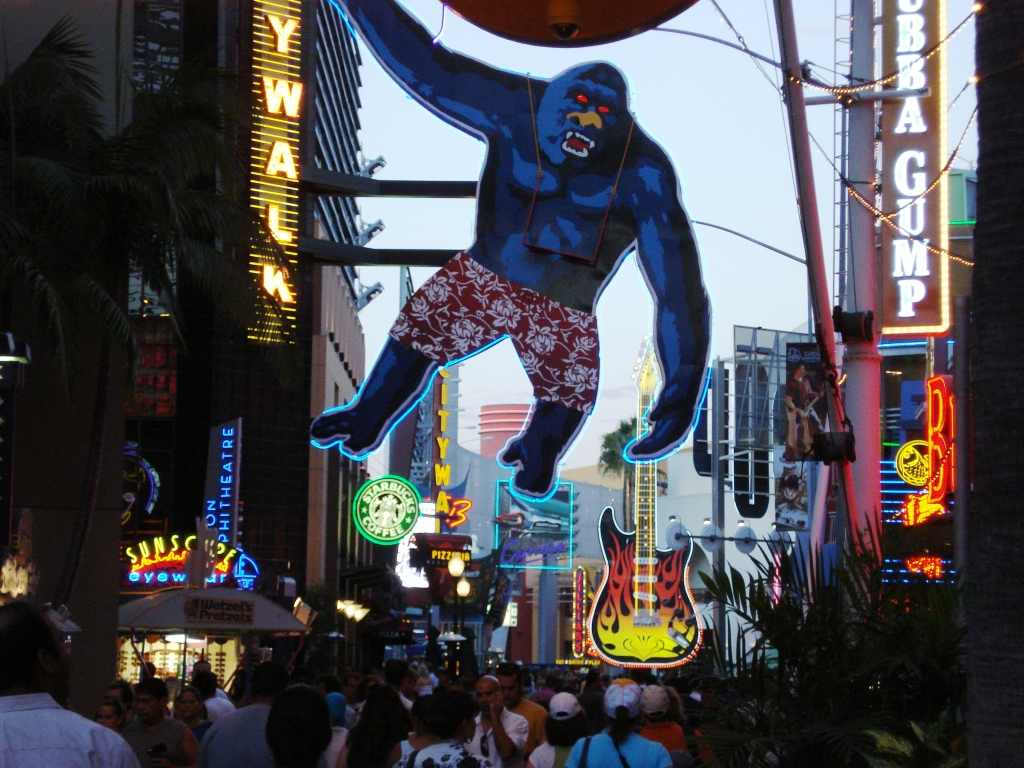
Universal CityWalk, Hollywood

Universal CityWalk werden die Einkaufs- und Unterhaltungszentren neben den Freizeitparks der Universal-Parks-&-Resorts-Gruppe genannt. Der erste CityWalk wurde als Erweiterung des ältesten Freizeitparks der Gruppe, den Universal Studios Hollywood, erbaut. Die Zentren fungieren als Eingangsbereiche zwischen den Parkplätzen der Freizeitparks und ihren Eingängen. Weitere CityWalks können am Universal Orlando Resort und an den Universal Studios Japan in Osaka gefunden werden.
Zwar teilen die CityWalks in Hollywood und Orlando einige Mieter – ihre architektonischen Stile sind jedoch grundverschieden. Während der CityWalk in Hollywood klassische Elemente Hollywoods hervorhebt, erscheint der CityWalk in Orlando in einem gänzlich modernen Design.

## Universal CityWalk Hollywood

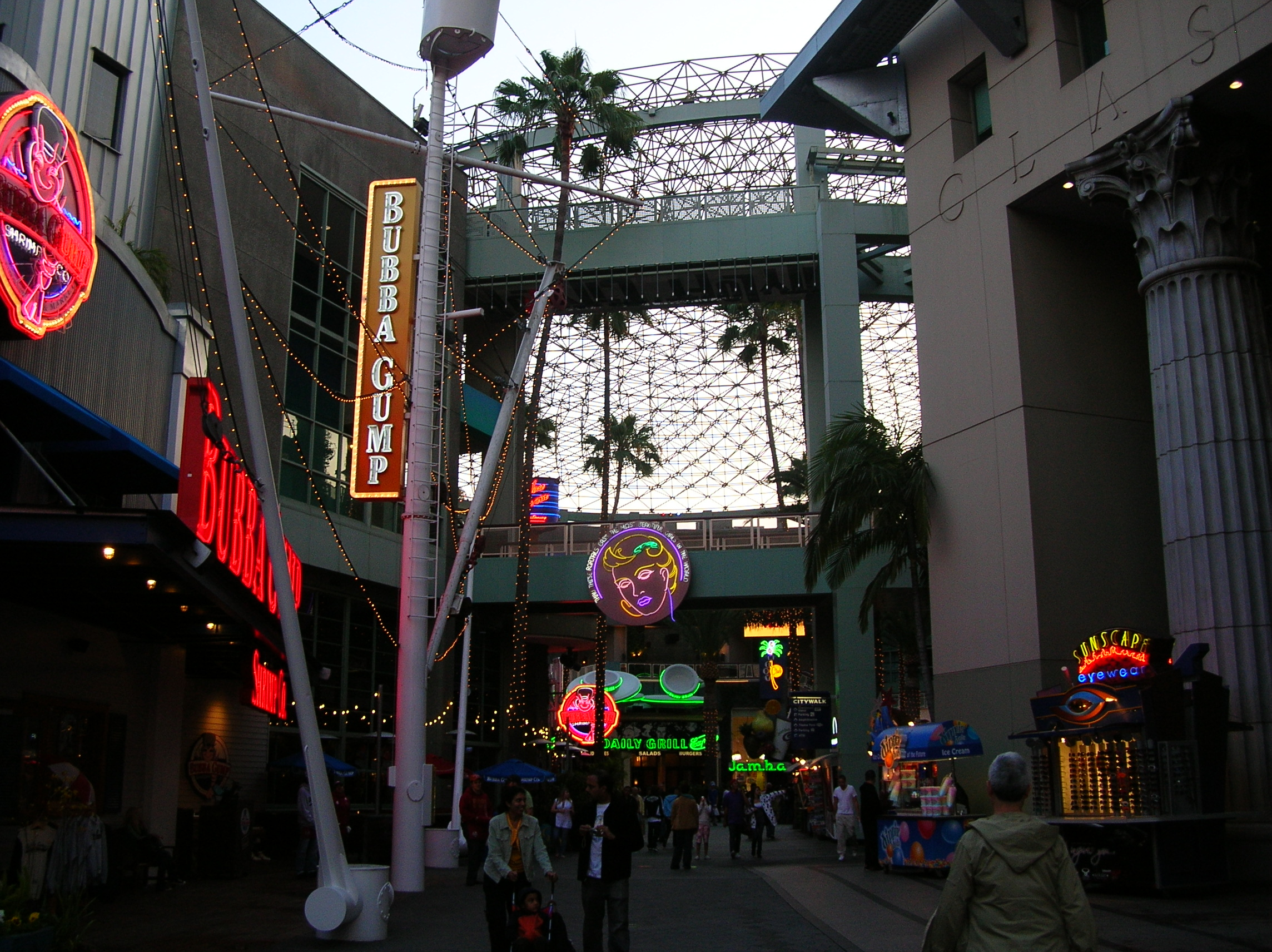
Blick auf den zentralen Platz mit seiner Gitterkonstruktion

Der Universaly CityWalk in Hollywood, Kalifornien, ist ein drei Block großes Einkaufs- und Unterhaltungszentrum mit mehr als 30 Restaurants, einem Kino, sieben Ausgehlokalen und über 30 Geschäften.
Der zentrale Platz im CityWalk wird von einem großen strahlenförmigen Gitter überragt. Ebenfalls befindet sich dort ein Springbrunnen, der von den Planern der Wassershow im Bellagio-Hotel in Las Vegas geplant wurde. Am Kino ist ein riesiger Panasonic-Monitor angebracht, der kommende Filme der Universal Studios und Musikvideos zeigt. Das Hard Rock Cafe ziert eine große Gitarre. Das Universal Cinema, ein Kino mit insgesamt 19 Sälen, beherbergt einen IMAX-Kinosaal, in welchem Filme auf einer Leinwand gezeigt werden, die so groß ist wie ein siebenstöckiges Haus.
Üblicherweise unterhalten einige Straßenkünstler, wie Magier und Musiker, die Passanten im CityWalk.

### Geschichte
Im Mai 1993 wurde der erste Teil des CityWalks eröffnet. Der US-amerikanische Architekt Jon Jerde designte das Gebiet neben einem bestehenden Kino. Bereits kurz darauf beschloss man den CityWalk für 1 Milliarde US-Dollar zu erweitern. Erneut wurde der Architekt Jon Jerde beauftragt, welcher im Jahr 2000 die 8.600 m² große Erweiterung fertigstellte. Der Großteil der Erweiterung bildet eine zweite Etage von Restaurants nahe dem Kino.
Der Eigentümer kündigte im Juni 2016 an, den CityWalk grundlegend ändern zu wollen. Das Image eines günstigen Touristenzieles solle abgelegt werden, um wohlhabende Touristen und Einheimische anzusprechen. Der Umbau war Teil eines 1,6 Milliarden US-Dollar teuren Umbau des gesamten Freizeitparks.

### 5 Towers
„5 Towers“ ist eine interaktive Outdoor-Bühne im CityWalk. Ihre moderne Technik umfasst unter anderem tausende LED-Lampen, Bewegungssensoren, fünf 12 m hohe Lichtskulpturen, einen sehr großen Videomonitor und ein hochmodernes Audio-System.
Dieses neue Bühnensystem bildet das künstlerische Herzstück des CityWalks und bietet regelmäßig Livemusik.

### Speisen
Insgesamt stehen den Besuchern 30 Restaurants und Schnellrestaurants meist großer Ketten wie Hard Rock Cafe, Bubba Gump Shrimp Company, Johnny Rockets, Tony Roma's, KFC, Panda Express, Subway, Taco Bell oder Starbucks zur Verfügung.

### Shopping
Der Großteil der Geschäfte im CityWalk Hollywood sind Bekleidungsgeschäfte wie Abercrombie & Fitch, Billabong, Element, Fossil, GUESS oder Skechers. Es finden sich aber auch mehrere Geschenk- und Souvenirläden.

## Universal CityWalk Orlando
Der Universal Citywalk in Orlando im US-Bundesstaat Florida ist Durchgangspunkt für alle Gäste der anliegenden Themenparks. Von hier aus gelangt man in die beiden Freizeitparks Universal Studios Florida und Islands of Adventure. Außerdem findet sich im CityWalk eines der weltweit größten Hard Rock Cafes und ein Nachbau des Wohnhauses des Reggae-Musikers Bob Marley.

### Geschichte
Im Jahre 1995 kündigte Universal Studios Florida eine 2,6 Milliarden US-Dollar teure Expansion an, um mit dem nahegelegenen Walt Disney World Resort mithalten zu können. Ein Teil dieser Expansion der ehemaligen Universal Studios Florida zum heutigen Universal Orlando Resort war der Plan, ein knapp 50.000 m² großes Einkaufs- und Unterhaltungszentrum zu bauen. Ursprünglich sollte dieses Zentrum „E Zone“ (Entertainment-Zone) heißen. 1997 beschloss man noch in der Bauphase die Umbenennung in „CityWalk Orlando“, um die Konformität mit dem vorher eröffneten CityWalk in Hollywood zu sichern. Als Im Winter 1998/1999 der CityWalk schließlich eröffnete, belief sich die Größe auf über 121.000 m².
Für den Bau des CityWalks wurde der bis dato bestehende Parkplatz der Universal Studios abgerissen. Heute können die Besucher ihre Autos in zwei mehrgeschossigen Parkhäusern parken, von denen Fahrsteige die Besucher zum CityWalk befördern.

### Speisen
Es gibt über 25 Restaurants, Cafes und Imbisse auf dem Gelände des CityWalks. Überwiegend handelt es sich bei den Lokalen um international bekannte Ketten wie Hard Rock Cafe oder Burger King.

### Shopping
Insgesamt stehen den Besuchern acht Einkaufsgeschäfte zur Verfügung.
- Fossil (Mode und Accessoires)
- Fresh Produce (Mode und Accessoires)
- Hart & Huntington Tattoo Company(Tattoos und Mode)
- P!Q (Spielwaren und Geschenkartikel)
- Quiet Flight (Surfshop)
- Rock Shop (Bekleidung und Souvenirs des Hard Rock Cafes)
- The Island Clothing Co. (Mode)
- Universal Studios Store (Souvenirs und Geschenkartikel)

### Unterhaltung
Im CityWalk Orlando gibt es sechs Unterhaltungslokale.
- AMC Universal Cineplex 20 with IMAX (Kino)
- CityWalk's Rising Star (Bar und Karaokeclub)
- Hard Rock Live (Veranstaltungsort)
- Hollywood Drive-In Golf (Minigolfanlage)
- Red Coconut Club (Nachtclub)
- the groove (Nachtclub)

Zusätzlich bieten die örtlichen Restaurants Abendunterhaltung an.

#### Shows
Der Hauptveranstaltungsort für Shows ist das Hard Rock Live. Zusätzlich gibt es noch ein 1.000 Menschen fassendes Theater, das die Show „Blue Man Group“ zeigt. Seine Fassade ziert ein knapp 10 m großer „Blue Man“.

## Universal CityWalk Osaka
Der Universal CityWalk im japanischen Osaka ist der weltweit dritte CityWalk und befindet sich vor den Eingangstoren zu den Universal Studios Japan. Der CityWalk verbindet den Bahnhof Universal City Station mit dem Freizeitpark. Auf drei Etagen finden sich insgesamt 58 Geschäfte, Restaurants, ein Kino mit 10 Sälen und ein Museum für Tako-yaki. Auf dem Gelände finden sich ebenso drei Hotels.